# دریاچه چین (فیلم)
«دریاچه چین» (انگلیسی: China Lake (film)) یک فیلم به کارگردانی رابرت هارمون محصول سال ۱۹۸۳ است.